# Тигиев, Сослан Вазноевич
Сосла́н Вазно́евич Тиги́ев (осет. Тыджыты Вазнойы фырт Сослан; род. 12 октября 1983, Орджоникидзе) — борец вольного стиля из Осетии, выступающий за Узбекистан, обладатель Кубка мира по вольной борьбе, Мастер спорта международного класса.
Выиграл медали на Олимпийских играх 2008 и 2012 годов, но был лишён обеих за применение допинга.
Старший брат также борец — Таймураз Тигиев. Брат-близнец — Батраз Тигиев.

## Биография
Родился 12 октября 1983 года в городе Владикавказе Северо-Осетинской АССР в осетинской семье Тигиевых родились два близнеца Сослан и Батраз. Были очень подвижными детьми и мама их решила отдать в секцию вольной борьбы, где уже год занимался старший брат Таймураз Тигиев.
В 1998 году Батраз уже становится бронзовым призёром Первых Всемирных юношеских игр в Москве, к сожалению это было его первое и последнее достижение на ковре. Из-за травм ему пришлось расстаться со спортом.
У Сослана сложилось все намного лучше. С 2005 года выступает за Узбекистан. В этом же году становится вторым на Чемпионате Азии в Ухане.
В 2006 году становится бронзовым призёром чемпионата мира в Гуанчжоу и Азиатских игр в Дохе.
В 2007 году становится первым на Кубке мира в Красноярске.
В 2008 году становится серебряным призёром летних Олимпийских игр в Пекине. Однако 26 октября 2016 года через 8 лет после завершения соревнований из-за положительной допинг-пробы решением МОК лишён серебряной медали.
В 2009 году становится победителем международного турнира «Golden Grand Prix» в Баку.
В 2012 году становится победителем международного турнира «Чёрное море» в Одессе. В этом же году выиграл бронзовую награду на Олимпийских играх в Лондоне, однако позже был дисквалифицирован и лишен награды за применение допинга.
Был женат, имеет сына.

## Звания
- Заслуженный спортсмен Республики Узбекистан» (2008)[4]
- «Узбекистон ифтихори» (2012)[5]

## Спортивные достижения
- Обладатель Кубка мира в Красноярске (2007)
- Победитель международного турнира «Golden Grand Prix» в Баку (2009)
- Победитель международного турнира «Чёрное море» в Одессе (2012)